# Gondal (Staat)

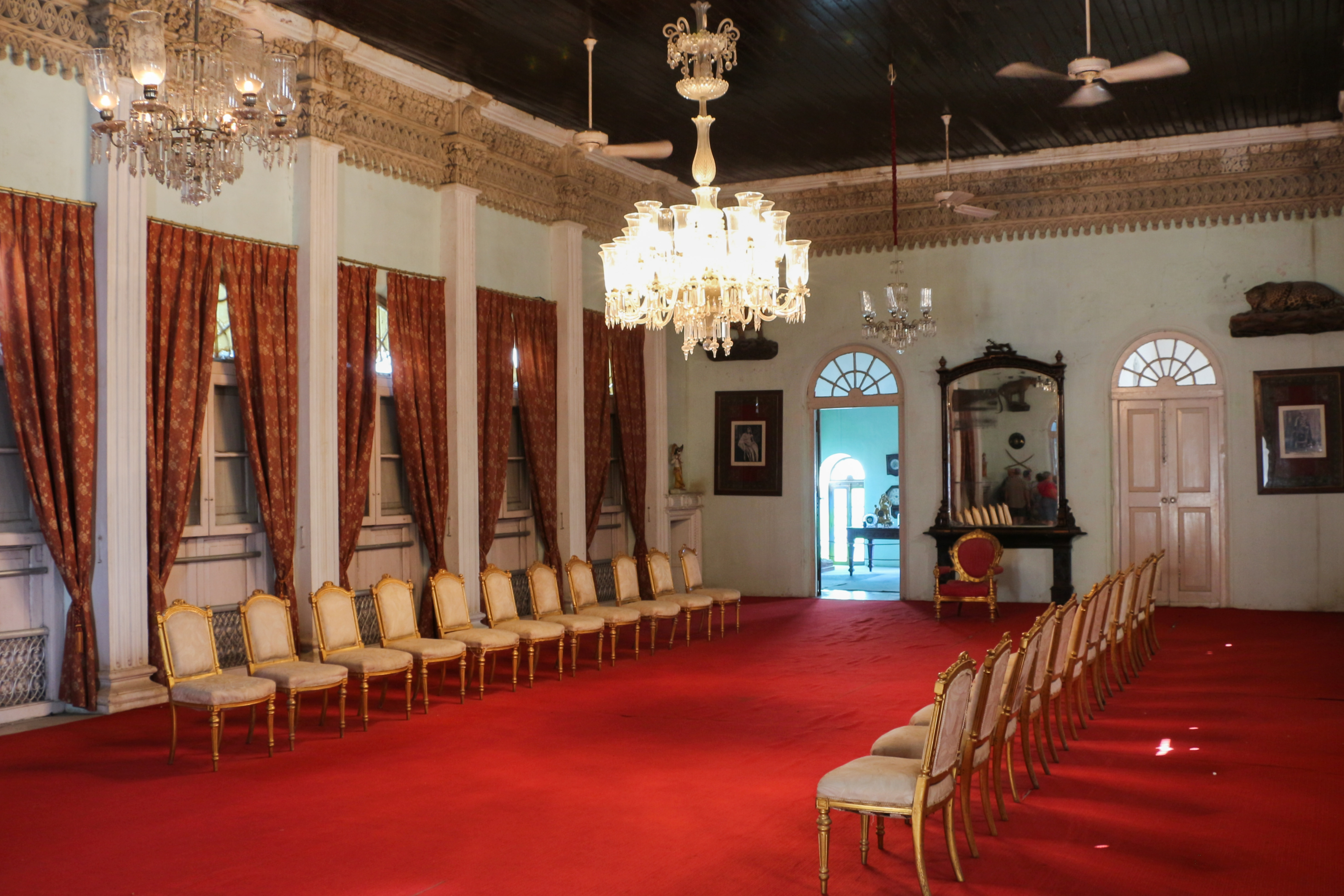
Im Naulakha-Palast

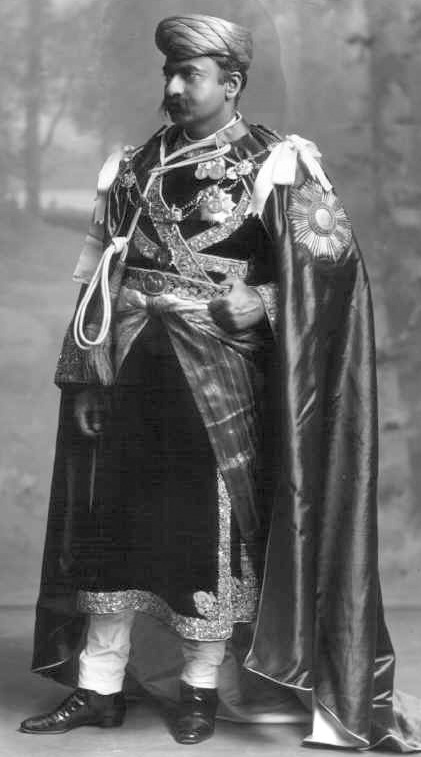
Maharaja Bhagwatsimhji Sagramsimhji (1865–1944)

Gondal war ein Fürstenstaat Britisch-Indiens im Zentrum der Halbinsel Kathiawar im heutigen Bundesstaat Gujarat. Seine Hauptstadt war der Ort Gondal. Das Fürstentum wurde von Thakur Sahib Kumbhoji I. (1634–69), einem Jadeja-Rajputen gegründet. Es war 1807–1947 britisches Protektorat. Bhagwatsimhji Sagramji (1869–1944) und Bhojrajji (1944–52) durften persönlich den Maharaja-Titel führen. Gondal hatte 1941 eine aus zwei Gebietsteilen bestehende Fläche von 2652 Quadratkilometer und 237.000 Einwohner.
Am 15. August 1947 wurde Gondal Mitglied des Staatenbundes Saurashtra und am 15. Februar 1948 vollzog es den Anschluss an Indien. Am 1. November 1956 wurden alle Fürstenstaaten aufgelöst und dem Bundesstaat Bombay einverleibt. Durch die Teilung von Bombay am 1. Mai 1960 kam Gondal zu Gujarat.